# محمد امین افندی زندی (مفتی بغداد)
محمد امین افندی پسر احمد زندی، قاضی، مفتی بغداد. او از طایفه کُرد (زند) ساکن در ناحیه (کفری = صلاحیه) کرکوک است. وی در سال 1226 هجری قمری برابر 1810 م، در بغداد به دنیا آمد و نزد پدرش تحصیل کرد تا اینکه به مقام علمی و تدریس رسید. سپس به قائم مقامی در دادگاه شرع بغداد منصوب شد و مدتی نگذشت که به دلیل خروج عالم بزرگوار سید محمود افندی آلوسی، صاحب تفسیر حاج امین افندی، سمت مفتی گری بغداد خالی شد در نتیجه  منصوب به مفتی گری در بغداد شد. در حین این کار، کتاب معروف تاریخ القرمانی را در چاپخانه سنگی که در آن زمان در بغداد وجود داشت، چاپ کرد. اما مدت زیادی در منصب مفتی نماند و زمانی که نامیک پاشا بزرگ به والی گری بغداد رسید، منصب مفتی را به محمد افندی زهاوی واگذار کرد. وی «کیها = کارگزار» دولت و مدتی در آنجا ماند، پس از آن زمان به امین افندی کیها نسبت به مقامش معروف شد و زمانی که به سال 1293 ه.ق به روم آمد و قانون اساسی منتشر شد و مجلس نمایندگان برای اولین بار در تاریخ امپراتوری عثمانی گشایش یافت، او بعنوان نماینده مجلس انتخاب شد و سپس به استانبول رفت. زمانی که سلطان عبدالحمید دوم مجلس نمایندگان را منحل کرد، آن مرحوم را به عضویت مجلس شورای دولتی منصوب کرد و تا زمان مرگش در سال 1311 هجری قمری برابر 1868 م، در آنجا باقی ماند. او عالم و فقیهی بود که با عضویت در انجمن (مجله الاحکام العدلیه) به دولت خدمت کرد. او چندین رساله در این باره دارد. او مردی مستحکم، ثروتمند و خیر و سخی بود و در بغداد مسجدی زیبا به نام مسجد الکهیاء بنا کرد و به بخش عظیمی از ثروتش را وقف نمود. او علاوه بر زبان کردی، به زبان‌های عربی، ترکی و فارسی تسلط داشت. وی در دربار عثمانی و بخصوص در نزد سلطان عبدالحمید خان ثانی از اعتبار و الطاف زیادی برخوردار بود.